# Papete
 (juin 2025).
Si vous disposez d'ouvrages ou d'articles de référence ou si vous connaissez des sites web de qualité traitant du thème abordé ici, merci de compléter l'article en donnant les références utiles à sa vérifiabilité et en les liant à la section « Notes et références ».
Pour l’article ayant un titre homophone, voir Papette.
José de Ribamar Viana, dit Papete, né le 8 novembre 1947 à Bacabal (Maranhão) et mort le 26 mai 2016 à São Paulo (état de São Paulo), est un chanteur, compositeur et percussionniste brésilien de renommée internationale originaire du Maranhão.

## Biographie
Papete a étudié au Colégio Marista Maranhense. Il a également étudié le reportage photographique à São Paulo.
Il a travaillé pendant sept ans dans une salle de concert, Jogral, où il a commencé sa carrière musicale. Il a également travaillé comme producteur, chercheur et arrangeur pour la société de production Discos Marcus Pereira.
Il est élu l'un des trois meilleurs percussionnistes du monde lors de sa participation au Montreux Jazz Festival en Suisse en 1982, 1984 et 1987.
Il a également accompagné le musicien italien Angelo Branduardi dans les années 1980, joué avec le saxophoniste japonais Sadao Watanabe, avec Toquinho et Vinicius, puis avec Toquinho, pendant treize ans, jouant avec lui plus d'un millier de représentations dans plus de vingt pays.
Il a travaillé avec les plus grands artistes du MPB, tels que Paulinho da Viola, Miúcha, Rosinha de Valença, Paulinho Nogueira, Marília Medalha, Chico Buarque, Sá e Guarabira, Almir Sater, Rita Lee, Diana Pequeno, Renato Teixeira, Martinho da Vila.
Il meurt le 26 mai 2016 à São Paulo, victime d'un cancer de la prostate, à l'âge de 68 ans.

## Discographie
- 1975 : Berimbau e percussão (Discos Marcus Pereira)
- 1978 : Bandeira de aço (Discos Marcus Pereira)
- 1979-1980 : Água de Coco
- 1982 : Planador
- 1987 : Papete
- 1989 : Rompendo fogo
- 1991 : Bela Mocidade
- 1992 : Voz dos arvoredos
- 1994 : Laço de Fita
- 1995 : Música Popular (Maranhense)
- 1996 : PAPETE
- 1997 : O melhor de Papete
- 1999 : Tambô
- 2004 : Era uma vez...
- 2006 : Jambo
- 2008 : Aprendiz de cantador
- 2010 : Estrada da Vitoria
- 2013 : Senhor José